# Tuvo la culpa Adán
Tuvo la culpa Adán és una pel·lícula espanyola dirigida per Juan de Orduña en 1944, basada en la novel·la homònima de Luisa-María Linares.

## Argument
Els Olmedo són una família d'homes que han jurat odi etern a les dones perquè no poden oblidar l'humiliació que una d'elles va provocar Nazario en deixar-lo plantat a la porta de l'església. No obstant això, ara el jove Adán està disposat a trencar aquesta promesa perquè s'ha enamorat de la bella Nora.

## Repartiment
- Rafael Durán
- Luchy Soto
- Juan Espantaleón - Nazario
- Guadalupe Muñoz Sampedro
- María Esperanza Navarro - Nora
- Juan Calvo - Adán
- Consuelo de Nieva
- Xan das Bolas
- Antonio Riquelme
- Joaquín Roa
- Matilde Muñoz Sampedro